# Championnats d'Europe de patinage artistique 1978
Navigation
Édition précédente Édition suivante
Les championnats d'Europe de patinage artistique 1978 ont lieu du 31 janvier au 5 février 1978 à Strasbourg en France.
La suisse Denise Biellmann réalise le premier triple lutz féminin en compétition.

## Qualifications
Les patineurs sont éligibles à l'épreuve s'ils représentent une nation européenne membre de l'Union internationale de patinage (International Skating Union en anglais). Les fédérations nationales sélectionnent leurs patineurs en fonction de leurs propres critères.
Sur la base des résultats des championnats d'Europe 1977, l'Union internationale de patinage autorise chaque pays à avoir de une à trois inscriptions par discipline. 

## Podiums
| Épreuves                            | Or                                        | Argent                             | Bronze                            |
| ----------------------------------- | ----------------------------------------- | ---------------------------------- | --------------------------------- |
| Messieurs résultats détaillés       | Jan Hoffmann                              | Vladimir Kovalev                   | Robin Cousins                     |
| Dames résultats détaillés           | Anett Pötzsch                             | Dagmar Lurz                        | Elena Vodorezova                  |
| Couples résultats détaillés         | Irina Rodnina / Aleksandr Zaïtsev         | Marina Cherkasova / Sergey Shakray | Manuela Mager / Uwe Bewersdorf    |
| Danse sur glace résultats détaillés | Natalia Linitchouk / Guennadi Karponossov | Irina Moïsseïeva / Andrei Minenkov | Krisztina Regőczy / András Sallay |

## Tableau des médailles
| Rang  | Nation               | Or | Argent | Bronze | Total |
| ----- | -------------------- | -- | ------ | ------ | ----- |
| 1     | Union soviétique     | 2  | 3      | 1      | 6     |
| 2     | Allemagne de l'Est   | 2  | 0      | 1      | 3     |
| 3     | Allemagne de l'Ouest | 0  | 1      | 0      | 1     |
| 4     | Hongrie              | 0  | 0      | 1      | 1     |
| 4     | Royaume-Uni          | 0  | 0      | 1      | 1     |
| Total | Total                | 4  | 4      | 4      | 12    |

## Détails des compétitions

### Messieurs
| Rang    | Nom                      | Nation               | Places | Points | Fig. impo. | Prog. court | Prog. libre |
| ------- | ------------------------ | -------------------- | ------ | ------ | ---------- | ----------- | ----------- |
| 1       | Jan Hoffmann             | Allemagne de l'Est   |        |        |            |             |             |
| 2       | Vladimir Kovalev         | Union soviétique     |        |        |            |             |             |
| 3       | Robin Cousins            | Royaume-Uni          |        |        |            |             |             |
| 4       | Igor Bobrin              | Union soviétique     |        |        |            |             |             |
| 5       | Yuri Ovtchinnikov        | Union soviétique     |        |        |            |             |             |
| 6       | Mario Liebers            | Allemagne de l'Est   |        |        |            |             |             |
| 7       | Rudi Cerne               | Allemagne de l'Ouest |        |        |            |             |             |
| 8       | Miroslav Šoška           | Tchécoslovaquie      |        |        |            |             |             |
| 9       | Gerd-Walter Gräbner      | Allemagne de l'Ouest |        |        |            |             |             |
| 10      | Gilles Beyer             | France               |        |        |            |             |             |
| 11      | Grzegorz Głowania        | Pologne              |        |        |            |             |             |
| 12      | Andrew Bestwick          | Royaume-Uni          |        |        |            |             |             |
| 13      | Thomas Öberg             | Suède                |        |        |            |             |             |
| 14      | Bruno Watschinger        | Autriche             |        |        |            |             |             |
| 15      | Matjaž Krušec            | Yougoslavie          |        |        |            |             |             |
| 16      | Francis Demarteau        | Belgique             |        |        |            |             |             |
| 17      | Jan Glerup               | Danemark             |        |        |            |             |             |
| Abandon | Helmut Kristofics-Binder | Autriche             |        |        |            |             |             |

### Dames
| Rang | Nom                     | Nation               | Places | Points | Fig. impo. | Prog. court | Prog. libre |
| ---- | ----------------------- | -------------------- | ------ | ------ | ---------- | ----------- | ----------- |
| 1    | Anett Pötzsch           | Allemagne de l'Est   |        |        |            |             |             |
| 2    | Dagmar Lurz             | Allemagne de l'Ouest |        |        |            |             |             |
| 3    | Elena Vodorezova        | Union soviétique     |        |        |            |             |             |
| 4    | Denise Biellmann        | Suisse               |        |        |            |             |             |
| 5    | Susanna Driano          | Italie               |        |        |            |             |             |
| 6    | Kristiina Wegelius      | Finlande             |        |        |            |             |             |
| 7    | Carola Weißenberg       | Allemagne de l'Est   |        |        |            |             |             |
| 8    | Danielle Rieder         | Suisse               |        |        |            |             |             |
| 9    | Natalia Strelkova       | Union soviétique     |        |        |            |             |             |
| 10   | Karena Richardson       | Royaume-Uni          |        |        |            |             |             |
| 11   | Renata Baierová         | Tchécoslovaquie      |        |        |            |             |             |
| 12   | Karin Riediger          | Allemagne de l'Ouest |        |        |            |             |             |
| 13   | Zhanna Ilina            | Union soviétique     |        |        |            |             |             |
| 14   | Garnet Ostermeier       | Allemagne de l'Ouest |        |        |            |             |             |
| 15   | Susan Broman            | Finlande             |        |        |            |             |             |
| 16   | Sanda Dubravčić         | Yougoslavie          |        |        |            |             |             |
| 17   | Astrid Jansen in de Wal | Pays-Bas             |        |        |            |             |             |
| 18   | Franca Bianconi         | Italie               |        |        |            |             |             |
| 19   | Cécile Antonelli        | France               |        |        |            |             |             |
| 20   | Christina Svensson      | Suède                |        |        |            |             |             |
| 21   | Helena Chwila           | Pologne              |        |        |            |             |             |
| 22   | Patricia Fiorucci       | Italie               |        |        |            |             |             |

### Couples
| Rang | Nom                                  | Nation               | Places | Points | Prog. court | Prog. libre |
| ---- | ------------------------------------ | -------------------- | ------ | ------ | ----------- | ----------- |
| 1    | Irina Rodnina / Aleksandr Zaïtsev    | Union soviétique     |        |        |             |             |
| 2    | Marina Cherkasova / Sergey Shakray   | Union soviétique     |        |        |             |             |
| 3    | Manuela Mager / Uwe Bewersdorf       | Allemagne de l'Est   |        |        |             |             |
| 4    | Sabine Baeß / Tassilo Thierbach      | Allemagne de l'Est   |        |        |             |             |
| 5    | Ingrid Spieglová / Alan Spiegl       | Tchécoslovaquie      |        |        |             |             |
| 6    | Kerstin Stolfig / Veit Kempe         | Allemagne de l'Est   |        |        |             |             |
| 7    | Marina Pestova / Stanislav Leonovich | Union soviétique     |        |        |             |             |
| 8    | Susanne Scheibe / Andreas Nischwitz  | Allemagne de l'Ouest |        |        |             |             |
| 9    | Sabine Fuchs / Xavier Videau         | France               |        |        |             |             |
| 10   | Elżbieta Łuczyńska / Marek Chrolenko | Pologne              |        |        |             |             |
| 11   | Gabriele Beck / Jochen Stahl         | Allemagne de l'Ouest |        |        |             |             |
| 12   | Catherine Brunet / Philippe Brunet   | France               |        |        |             |             |

### Danse sur glace
| Rang    | Nom                                       | Nation               | Places | Points | Danses imposées | Danse libre |
| ------- | ----------------------------------------- | -------------------- | ------ | ------ | --------------- | ----------- |
| 1       | Irina Moïsseïeva / Andrei Minenkov        | Union soviétique     |        |        |                 |             |
| 2       | Natalia Linitchouk / Guennadi Karponossov | Union soviétique     |        |        |                 |             |
| 3       | Krisztina Regőczy / András Sallay         | Hongrie              |        |        |                 |             |
| 4       | Janet Thompson / Warren Maxwell           | Royaume-Uni          |        |        |                 |             |
| 5       | Liliana Řeháková / Stanislav Drastich     | Tchécoslovaquie      |        |        |                 |             |
| 6       | Marina Zueva / Andrei Vitman              | Union soviétique     |        |        |                 |             |
| 7       | Kay Barsdell / Kenneth Foster             | Royaume-Uni          |        |        |                 |             |
| 8       | Isabella Rizzi / Luigi Freroni            | Italie               |        |        |                 |             |
| 9       | Jayne Torvill / Christopher Dean          | Royaume-Uni          |        |        |                 |             |
| 10      | Susi Handschmann / Peter Handschmann      | Autriche             |        |        |                 |             |
| 11      | Henriette Fröschl / Christian Steiner     | Allemagne de l'Ouest |        |        |                 |             |
| 12      | Halina Gordon / Jacek Tascher             | Pologne              |        |        |                 |             |
| 13      | Muriel Boucher / Yves Malatier            | France               |        |        |                 |             |
| 14      | Elisabetta Parisi / Marco Gobbo           | Italie               |        |        |                 |             |
| 15      | Elisabeth Luksch / Peter Schubl           | Suisse               |        |        |                 |             |
| 16      | Rita Karpat / Istvan Palasthy             | Hongrie              |        |        |                 |             |
| Abandon | Jolanta Wesołowska / Andrzej Alberciak    | Pologne              |        |        |                 |             |